# YMODEM
YMODEM és un protocol per a transferència de fitxers utilitzat entre mòdems. YMODEM va ser desenvolupat per Chuck Forsberg com el successor de XMODEM i MODEM7, i va ser implementat per primera vegada en el seu programa YAM per a CP/M. Se li va donar oficialment el nom de «YMODEM» el 1985 per Ward Christensen.
El YMODEM original era essencialment el mateix que XMODEM, excepte que va enviar el nom del fitxer, mida i marca de temps en un bloc regular XMODEM, el «bloc 0», abans de, de fet, transferir l'arxiu. Enviar la mida del fitxer resolia el problema de XMODEM de farciment superflu al final de l'arxiu.
Forsberg va construir la norma amb una sèrie de característiques opcionals, creient que els programadors voldrien implementar-ne tants com possible a qualsevol plataforma donada. Va desanimar al trobar que la majoria de les implementacions eren en realitat res més que 1K amb CRC, sense deixar d'utilitzar el nom «YMODEM». El resultat va ser un gran nombre de YMODEMs mútuament incompatibles.

## Variants comuns
- YMODEM-1K utilitza una mida de bloc d'un Kibibyte en lloc dels 128 bytes estàndards. Blocs de 1K eren una opció en l'estàndard YMODEM original, però aquesta variant manca de la resta de les característiques, i és millor descrita com una variant de 1K de XMODEM.[3]

- YMODEM-g és una variant de streaming utilitzada per a connexions lliures d'errors. Simplement elimina el CRC i no espera que un ACK es rebi abans d'enviar el pròxim paquet. El protocol va ser més ràpid que YMODEM perquè no es realitza cap comprovació d'errors.[4] Tanmateix, malgrat aquest protocol va ser potencialment més ràpid que ZMODEM, era rarament utilitzat. Això era parcialment a causa de la manca d'una altra funcionalitat, però també d'un problema més greu. Abans de l'aparició de la UART 16550, hi havia un risc seriós de desbordament de memòria intermèdia al port sèrie, i YMODEM-g no es donaria compte d'això.[5]